# Bineta Diedhiou
Bineta Diedhiou (* 8. Januar 1986 in Dakar) ist eine senegalesische Taekwondoin. Sie startet in der Gewichtsklasse bis 57 Kilogramm.
Diedhiou bestritt ihre ersten internationalen Titelkämpfe im Erwachsenenbereich bei der Weltmeisterschaft 2003 in Garmisch-Partenkirchen, sie schied in der Klasse bis 55 Kilogramm jedoch im Auftaktkampf aus. Bei der folgenden Weltmeisterschaft 2005 in Madrid gelang ihr der bislang größte sportliche Erfolg ihrer Karriere. In der Klasse bis 59 Kilogramm erreichte sie das Halbfinale und gewann mit Bronze ihre erste internationale Medaille. Diedhiou qualifizierte sich für die Olympischen Spiele 2008 in Peking, wo sie im Federgewicht bis 57 Kilogramm das Viertelfinale erreichte, dort jedoch gegen Veronica Calabrese ausschied und im Endklassement Rang neun belegte. Bei der Weltmeisterschaft 2011 in Gyeongju zog Diedhiou ins Viertelfinale ein, wo sie Jade Jones unterlag und ihre zweite WM-Medaille knapp verpasste. Anfang des Jahres 2012 sicherte sie sich beim afrikanischen Olympiaqualifikationsturnier in Kairo die Teilnahme an ihren zweiten Olympischen Spiele 2012 in London, in der Klasse bis 57 Kilogramm erreichte sie das Finale gegen Hedaya Malak.
Bei der Eröffnungsfeier der Olympischen Spiele 2008 war Diedhiou Fahnenträgerin der senegalesischen Mannschaft.